# اسفسار
اسفسار جماعت و شهرکی در شمال غربی تاجیکستان است که در ناحیهٔ باباجان غفورف ولایت سغد قرار دارد. جمعیت این جماعت ۳۰٬۶۰۰ نفر است.